# マネー (雑誌)
『マネー』（Money）は、アメリカ合衆国の個人ファイナンスに関する月刊誌であったが、2019年6月に休刊となり、Webサイトのみの運営となっている。
1972年にタイム社により創刊され、2018年にメレディス・コーポレーションに買収された後、2019年にAd Practitioners LLCに売却された。
掲載される記事は、クレジットカード、住宅ローン、保険、銀行、投資から家計の問題に至るまで、個人ファイナンスの広い範囲をカバーしている。毎年「アメリカで最も住みやすい街」のランキングを発表していることでも知られる。
2020年4月現在で、月間1000万人以上のユニークビジターを獲得している。

## 歴史
『マネー』誌は、1972年10月にタイム社が創刊した。
タイム社がワーナー・コミュニケーションズと合併してタイム・ワーナーとなってから、『マネー』誌と『フォーチュン』誌は同じタイム・ワーナー傘下のCNNが運営するCNNMoney.comのパートナーとなった。2014年にタイム・ワーナーからタイム社が分社化され、『マネー』は独自のウェブサイトMoney.comを開設した。
2018年初頭にメレディス・コーポレーションがタイム社を買収したが、『マネー』誌などは同社の志向に合わないとして売却が検討された。売却の対象となった雑誌が次々に売却される中、『マネー』誌だけは売却先が見つからなかった。2019年4月、メレディス社は、『マネー』誌の印刷版の発行を中止し、オンライン版のMoney.comに投資することを発表した。『マネー』誌の印刷版は2019年6月が最後の発行となった。印刷版の購読者40万人は、『キップリンガーズ・パーソナル・ファイナンス』誌に移管された。
2019年10月、メレディス社は、『マネー』のブランドとウェブサイトを、製品レビューサイトConsumersAdvocate.orgを運営するプエルトリコに拠点を置くメディア・広告会社Ad Practitioners LLCに売却した。売却条件は明らかにされなかったが、情報筋によると、売却額は2000万ドル強であり、メレディス社が2019年初頭に求めていた1000万ドルを上回っていた。Ad Practitioners LLC は、『マネー』の印刷版の発行を再開する予定はないとしている。